# Hadronyche hirsuta
Hadronyche hirsuta är en spindelart som beskrevs av William Joseph Rainbow 1920. Hadronyche hirsuta ingår i släktet Hadronyche och familjen Hexathelidae. Inga underarter finns listade i Catalogue of Life.